# Katarzyna Matusik-Lipiec
Katarzyna Irena Matusik-Lipiec (ur. 29 czerwca 1975 w Gorlicach) – polska polityk, samorządowiec, posłanka na Sejm VI, VII i X kadencji (2007–2015, od 2023).

## Życiorys
Ukończyła stosunki międzynarodowe na Wydziale Prawa i Administracji Uniwersytetu Jagiellońskiego (2000). W 2022 została absolwentką studiów podyplomowych typu MBA w Krakowskiej Szkole Biznesu Uniwersytetu Ekonomicznego w Krakowie. Pracowała w Stowarzyszeniu „Małopolskie Forum Edukacji Europejskiej”, następnie w Urzędzie Marszałkowskim województwa małopolskiego.
W latach 2002–2006 była przewodniczącą rady i zarządu Dzielnicy IV Prądnik Biały. Dołączyła do Platformy Obywatelskiej. Bez powodzenia kandydowała w wyborach do Parlamentu Europejskiego w 2004 oraz w wyborach do Sejmu w 2005. W 2006 została wybrana radną krakowskiej rady miejskiej, w której objęła funkcję wiceprzewodniczącej. Została także prezesem zarządu stowarzyszenia Platforma Kobiet.
W wyborach parlamentarnych w 2007 uzyskała mandat poselski z listy Platformy Obywatelskiej, otrzymując w okręgu krakowskim 15 130 głosów. W wyborach w 2011 z powodzeniem ubiegała się o reelekcję, otrzymując 22 178 głosów. Nie kandydowała w kolejnych wyborach w 2015. Z ramienia Koalicji Obywatelskiej wystartowała natomiast do Sejmu wyborach w 2023. Uzyskała wówczas ponownie mandat poselski z wynikiem 9261 głosów. Zasiadła w Komisji Edukacji i Nauki, Komisji Ochrony Środowiska, Zasobów Naturalnych i Leśnictwa oraz Komisji do Spraw Dzieci i Młodzieży.

## Wyniki w wyborach ogólnopolskich
| Wybory | Komitet wyborczy  | Komitet wyborczy      | Organ                            | Okręg           | Wynik        |
| ------ | ----------------- | --------------------- | -------------------------------- | --------------- | ------------ |
| 2004   |                   | Platforma Obywatelska | Parlament Europejski VI kadencji | nr 10           | 5733 (0,79%) |
| 2005   | Sejm V kadencji   | Platforma Obywatelska | nr 13                            | 4160 (0,99%)    |              |
| 2007   | Sejm VI kadencji  | Platforma Obywatelska | nr 13                            | 15 130 (2,70%)  |              |
| 2011   | Sejm VII kadencji | Platforma Obywatelska | nr 13                            | 22 178 (4,38%)  |              |
| 2023   |                   | Koalicja Obywatelska  | nr 13                            | Sejm X kadencji | 9261 (1,22%) |

## Wyróżnienia
- Medal „Scientiae et Tempori Futuro” (2018)[9]

## Życie prywatne
Jej mężem został Grzegorz Lipiec; małżonkowie rozstali się.